# Nazionale di ciclismo su strada della Norvegia
La nazionale di ciclismo su strada della Norvegia è la selezione dei ciclisti e delle cicliste che rappresentano la Norvegia nelle competizioni ciclistiche internazionali riservate alle squadre nazionali.

## Medagliere

### Giochi olimpici
| Specialità              | Oro | Argento | Bronzo | Totale |
| ----------------------- | --- | ------- | ------ | ------ |
| Prova in linea maschile | 0   | 0       | 2      | 2      |

### Campionati del mondo
| Specialità                         | Oro | Argento | Bronzo | Totale |
| ---------------------------------- | --- | ------- | ------ | ------ |
| Prova in linea maschile élite      | 1   | 1       | 0      | 2      |
| Prova in linea maschile under 23   | 1   | 0       | 0      | 1      |
| Prova cronometro maschile under 23 | 1   | 0       | 0      | 1      |